# UDラス・パルマス・アトレティコ
ウニオン・デポルティーバ・ラス・パルマス・アトレティコ（Unión Deportiva Las Palmas Atlético）は、スペイン・カナリア諸島州ラス・パルマス・デ・グラン・カナリアを本拠地とするサッカークラブ。2023-24シーズンはテルセーラ・フェデラシオンに所属している。
1977年よりUDラス・パルマスのBチームとして活動している。

## 歴史
1954年にウニオン・アトレティコCF（Unión Atlético）という名前で設立された。設立当初は4部リーグでプレーしており、1977年に国内のリーグ制度が変更されると同時にUDラス・パルマスのBチームとして活動することを決め、1977-78シーズンはテルセーラ・ディビシオンに参入した。

### クラブ名の変遷
- 1954年-1959年 : ウニオン・アトレティコCF
- 1959年-1977年 : UDラス・パルマス・アフィシオナード
- 1977年-1991年 : UDラス・パルマス・アトレティコ
- 1991年-2008年 : UDラス・パルマスB
- 2008年- : UDラス・パルマス・アトレティコ

## タイトル

### 国内タイトル
- コパ・フェデラシオン : 1回
  - 1995

- テルセーラ・ディビシオン : 8回
  - 1978-79, 1982-83, 1989-90, 1991-92, 1998-99, 1999-00, 2006-07, 2011-12, 2016-17

### 国際タイトル
- なし

## 過去の成績
| シーズン | 部 | ディビジョン | 順位 |
| -------- | -- | ------------ | ---- |
| 2000-01  | 4  | テルセーラ   | 3位  |
| 2001-02  | 4  | テルセーラ   | 13位 |
| 2002-03  | 4  | テルセーラ   | 4位  |
| 2003-04  | 4  | テルセーラ   | 8位  |
| 2004-05  | 4  | テルセーラ   | 10位 |
| 2005-06  | 4  | テルセーラ   | 13位 |
| 2006-07  | 4  | テルセーラ   | 1位  |
| 2007-08  | 4  | テルセーラ   | 2位  |
| 2008-09  | 3  | セグンダB    | 16位 |
| 2009-10  | 4  | テルセーラ   | 2位  |
| 2010-11  | 4  | テルセーラ   | 2位  |
| 2011-12  | 4  | テルセーラ   | 3位  |
| 2012-13  | 4  | テルセーラ   | 1位  |
| 2013-14  | 3  | セグンダB    | 4位  |
| 2014-15  | 3  | セグンダB    | 16位 |
| 2015-16  | 4  | テルセーラ   | 3位  |
| 2016-17  | 4  | テルセーラ   | 1位  |
| 2017-18  | 3  | セグンダB    | 14位 |
| 2018-19  | 3  | セグンダB    | 15位 |
| 2019-20  | 3  | セグンダB    | 16位 |

| シーズン | 部 | ディビジョン | 順位    |
| -------- | -- | ------------ | ------- |
| 2020-21  | 3  | セグンダB    | 7位/1位 |
| 2021-22  | 4  | セグンダRFEF | 15位    |
| 2022-23  | 5  | 連盟3部      | 4位     |
| 2023-24  | 5  | 連盟3部      |         |

- セグンダ・ディビシオンB - 14シーズン
- セグンダ・フェデラシオン - 1シーズン
- テルセーラ・ディビシオン - 32シーズン
- テルセーラ・フェデラシオン - 2シーズン

## 歴代監督
- ホシコ・モレノ 2014-2015

## 歴代所属選手

### GK
- ジョゼップ・マルティネス 2017-2018

### DF
- マヌエル・パブロ 1994-1996
- アンヘル・ロペス 1998-2000

### MF
- フアン・カルロス・バレロン 1994-1995
- ジョナタン・ビエラ 2008-2010
- アルベルト・モレイロ 2019-2021

### FW
- アントニオ・グアイレ 1999-2000
- ビトーロ 2008-2010